# Доданок
Дода́нок — операнд операції додавання.
Результат операції додавання називається сумою.
У виразі {\displaystyle \ a+b}
- {\displaystyle \ a} називають першим доданком,
- {\displaystyle \ b} — другим доданком,

але, оскільки додавання має властивість комутативності (від перестановки доданків сума не міняється), то така відмінність умовна.